# Trichogramma pusillum
Trichogramma pusillum är en stekelart som beskrevs av Querino och Zucchi 2003. Trichogramma pusillum ingår i släktet Trichogramma och familjen hårstrimsteklar. Inga underarter finns listade i Catalogue of Life.